# Sự kiện UFO Wonsan–Sunchon
Vào đêm ngày 29 tháng 1 năm 1952 ngay trong Chiến tranh Triều Tiên, bốn quân nhân Mỹ trên hai máy bay ném bom B-29 khác nhau báo cáo đã nhìn thấy ánh sáng hình quả địa cầu màu cam trên hai thành phố khác nhau ở miền bắc Triều Tiên: Wonsan và Sunchon. Giới chuyên gia về UFO của Không quân Mỹ lập luận rằng việc báo cáo rộng rãi về vụ này đã góp phần tạo nên làn sóng UFO năm 1952 mà đỉnh điểm là hiện tượng nhìn thấy UFO ở thủ đô Washington, D.C..:129

## Bối cảnh
Kể từ khi khởi đầu cuộc Chiến tranh Lạnh vào tháng 6 năm 1947, các báo cáo về vật thể không xác định trên bầu trời đã làm dấy lên lo ngại rằng những báo cáo này có thể đại diện cho công nghệ mới của Liên Xô.  Ba năm sau, vào tháng 6 năm 1950, chính quyền Cộng sản Bắc Triều Tiên phát động cuộc xâm lược quân sự vào Hàn Quốc, châm ngòi cho Chiến tranh Triều Tiên. Mỹ và các đồng minh đã trực tiếp can thiệp, để rồi sớm bị đối phó bởi sự tham dự trực tiếp của Quân Giải phóng Nhân dân Trung Quốc.
Biến cố Wonsan xảy ra ngay trong thời điểm bế tắc của Chiến tranh Triều Tiên. Thành phố cảng Wonsan do phía Cộng sản kiểm soát đã bị Hải quân Mỹ và các đồng minh phong tỏa.  Trong khi đó, Sunchon là nơi diễn ra một trận không chiến lớn, trong đó các máy bay chiến đấu phản lực siêu thanh mới do Liên Xô sản xuất đã dễ dàng hạ gục những chiến đấu cơ thuộc lực lượng đa quốc gia dưới sự lãnh đạo của Liên Hợp Quốc.

## Diễn biến vụ việc

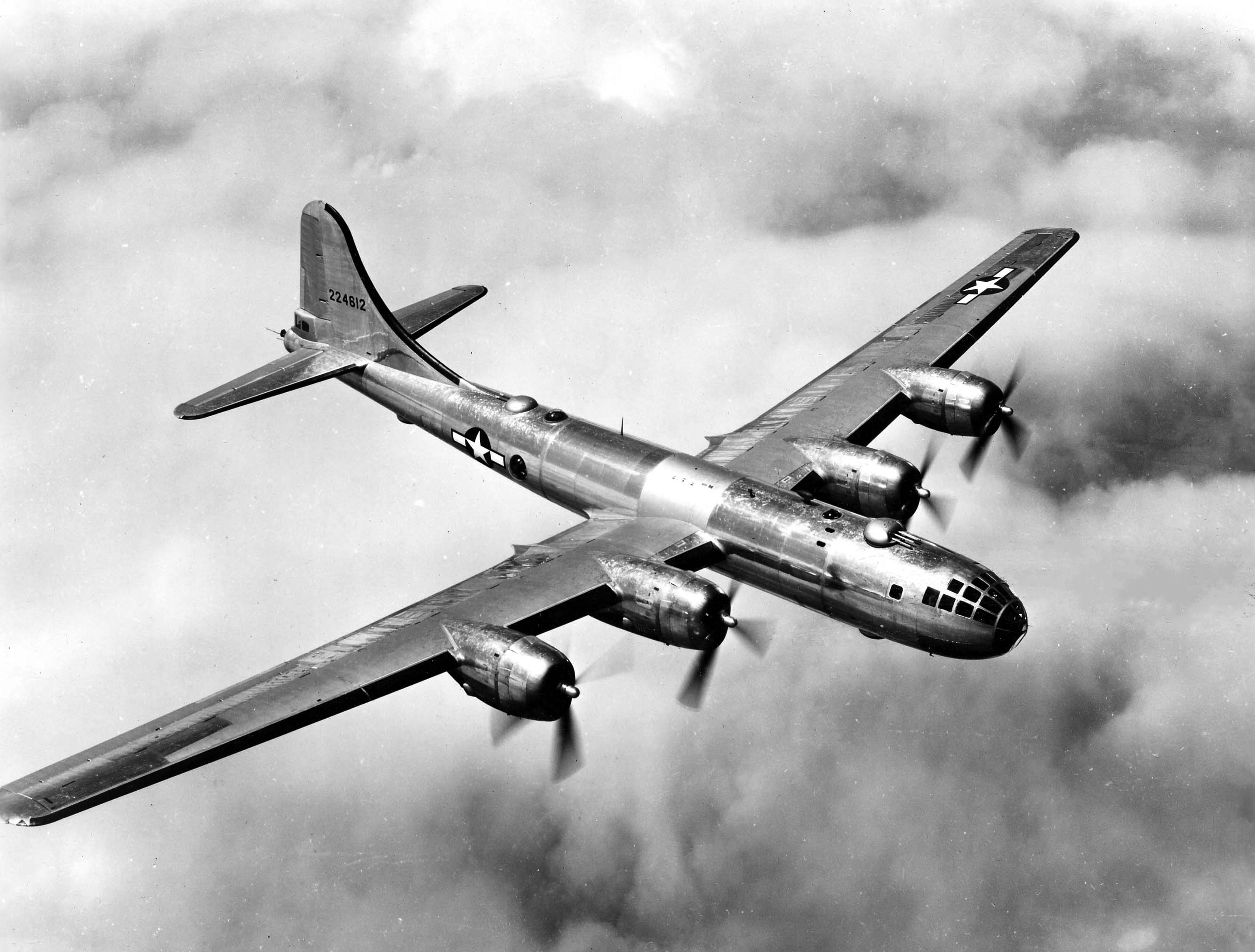
Một chiếc B-29 đang bay.

Vào đêm ngày 29 tháng 1 năm 1952, khoảng nửa đêm, một chiếc B-29 Superfortress đang bay ở độ cao 20.000 feet trên Wonsan thì xạ thủ phía sau và người điều khiển hỏa lực ở eo máy bay đều phát hiện ra một luồng sáng màu cam bất thường.  Họ mô tả ánh sáng có dạng hình cầu hoặc hình đĩa, đôi khi phát ra ngọn lửa màu xanh lam giống như ngọn lửa của bếp nấu ăn. Họ ước tính ánh sáng có đường kính khoảng 3 feet, mặc dù họ không thể chắc chắn về khoảng cách cũng như kích thước của nó. Vật thể được cho là vẫn ở gần máy bay ném bom trong ít nhất năm phút, trong thời gian đó máy bay ném bom đang di chuyển với tốc độ 200 dặm một giờ.
Vụ chứng kiến này rõ ràng đã được chứng thực bởi phi hành đoàn của chiếc máy bay ném bom B-29 thứ hai từ một phi đội khác đóng quân ở Sunchon cách đó hàng trăm dặm. Họ cho biết có một quả cầu màu cam phát sáng cứ bám theo họ suốt một phút khi họ bay về căn cứ.

## Công khai và di sản
Ngày 19 tháng 2 cùng năm, thông tin của United Press về vụ việc đã được đăng tải trên các tờ báo toàn quốc.
 Nhóm phụ trách chuyên mục tin tức Joseph và Stewart Alsop báo cáo rằng Không quân đang xem xét vụ việc một cách nghiêm túc, viết: "Đây là một câu chuyện, ít nhất là về nguồn tin, không gây cười nhưng về nội dung thì gần như buồn cười, khó mà nhạo báng được"; Cặp đôi này đã viết: "Kinh nghiệm Triều Tiên đã thuyết phục các chuyên gia Mỹ về sự điên rồ trước đây của chúng ta khi đánh giá thấp khả năng kỹ thuật của Liên Xô... chẳng hạn như thông tin về việc Nga sản xuất một máy bay chiến đấu phản lực siêu thanh thực sự". Tờ Huron Plainsman phát biểu bằng cách trích dẫn Shakespeare: "Có nhiều thứ trên trời lẫn dưới đất, Horatio, hơn những gì mà triết lý của cậu mơ ước đến". Ngày 21 tháng 2, United Press đưa tin rằng các thành viên của Ủy ban Quân vụ Hạ viện đã miễn cưỡng mở một cuộc điều tra của quốc hội về sự kiện này, thay vào đó họ muốn để cho bên phía Không quân điều tra.
Đến ngày 22 tháng 2, Trung tướng Otto P. Weyland, tư lệnh Không quân Viễn Đông, đã đưa ra tuyên bố về vụ việc và xác nhận một cuộc điều tra đang diễn ra.  Weyland nói: "Chúng tôi không thể nói là không có gì, nhưng trừ khi chúng tôi có thể thu thập thêm dữ liệu, tôi không nghĩ chúng tôi có thể mong đợi một câu trả lời thuyết phục". Weyland nghi ngờ liệu một chiếc máy bay phản lực có phải chịu trách nhiệm hay không, nói rằng "Bạn phải nhìn thẳng vào ống đuôi của một chiếc máy bay phản lực để thấy ánh sáng rực rỡ và tôi không thể nói rằng mình đã từng làm như vậy". Tháng 3, vụ việc đã được đưa tin trên tạp chí Time. Ngày 7 tháng 4, vụ việc đã được đưa tin trên tạp chí Life, ấn phẩm được nhiều người đọc nhất cả nước lúc bấy giờ.
Năm 1956, trưởng nhóm Dự án Blue Book đã về hưu là Edward J. Ruppelt nhớ lại rằng biến cố này "đã không bắt đầu một loạt các báo cáo giống như câu chuyện về vụ chứng kiến UFO đầu tiên vào tháng 6 năm 1947, nhưng điều quan trọng là nó bắt đầu dựng lên sự công khai một cách chậm rãi, vượt xa mọi thứ trong quá khứ.":129 Viết vào những năm 1990, nhà sử học Curtis Peebles đồng ý rằng các báo cáo về vụ chứng kiến UFO ở Triều Tiên là lần công bố rộng rãi đầu tiên về UFO trong nhiều năm và góp phần vào làn sóng báo cáo năm 1952.